# Cladosporium buteicola
Cladosporium buteicola är en svampart som beskrevs av Cooke 1877. Cladosporium buteicola ingår i släktet Cladosporium och familjen Davidiellaceae.   Inga underarter finns listade i Catalogue of Life.